# Saison 2020-2021 des Capitals de Washington
Autres saisons
Saison précédente Saison suivante
La saison 2020-2021 des Capitals de Washington est la 47e saison de hockey sur glace jouée par la franchise dans la Ligue nationale de hockey. Cette saison est particulière, à cause de la pandémie de la Covid-19, débute en janvier et se dispute sur un calendrier condensé de 56 matchs.

## Avant-saison

### Contexte
Depuis leur victoire lors de la Saison 2017-2018, Les Capitals parviennent à se qualifier pour les Séries éliminatoires. Ils n’ont par contre plus réussi à gagner un tour, se faisant éliminer par les Hurricanes de la Caroline en 2018-2019 et par les Islanders de New York en 2019-2020. La majorité des joueurs ayant gagné la Coupe Stanley ont maintenant plus de trente ans, s’ils veulent remporter à nouveau ce trophée, le temps presse.

### Mouvements d’effectifs

#### Transactions
| Date          | Acquisition des Capitals                        | Partenaire d'échange   | Acquisition du partenaire |
| ------------- | ----------------------------------------------- | ---------------------- | --- |
| 11 avril 2021 | un choix de troisième tour au repêchage de 2021 | Devils du New Jersey   | Jonas Siegenthaler |
| 12 avril 2021 | Michael Raffl                                   | Flyers de Philadelphie | un choix de cinquième tour au repêchage de 2021                                                                              |
| 12 avril 2021 | Anthony Mantha                                  | Red Wings de Détroit   | Jakub Vrána, Richard Pánik, un choix de première tour au repêchage de 2021 et un choix de deuxième tour au repêchage de 2022 |

#### Signatures d'agent libre
| Joueur              | Date             | Ancienne franchise        | Durée du contrat |
| ------------------- | ---------------- | ------------------------- | ---------------- |
| Henrik Lundqvist    | 9 octobre 2020   | Rangers de New York       | 1 an             |
| Justin Schultz      | 9 octobre 2020   | Penguins de Pittsburgh    | 2 ans            |
| Cameron Schilling   | 10 octobre 2020  | Jets de Winnipeg          | 1 an             |
| Trevor Van Riemsdyk | 10 octobre 2020  | Hurricanes de la Caroline | 1 an             |
| Paul LaDue          | 11 octobre 2020  | Kings de Los Angeles      | 1 an             |
| Daniel Carr         | 11 octobre 2020  | Predators de Nashville    | 1 an             |
| Hendrix Lapierre    | 27 octobre 2020  | Saguenéens de Chicoutimi  | 3 ans            |
| Conor Sheary        | 22 décembre 2020 | Penguins de Pittsburgh    | 1 an             |
| Zdeno Chára         | 30 décembre 2020 | Bruins de Boston          | 1 an             |
| Craig Anderson      | 13 janvier 2021  | Sénateurs d'Ottawa        | 1 an             |

#### Départs d'agent libre
| Joueur           | Date             | Franchise suivante     |
| ---------------- | ---------------- | ---------------------- |
| Radko Gudas      | 9 octobre 2020   | Panthers de la Floride |
| Braden Holtby    | 9 octobre 2020   | Canucks de Vancouver   |
| Travis Boyd      | 10 octobre 2020  | Maple Leafs de Toronto |
| Tyler Lewington  | 13 octobre 2020  | Predators de Nashville |
| Liam O'Brien     | 27 novembre 2020 | Eagles du Colorado     |
| Ilia Kovaltchouk | 26 décembre 2020 | Avangard Omsk          |
| Colby Williams   | 8 janvier 2021   | Senators de Belleville |
| Daniel Carr      | 5 mai 2021       | Hockey Club Lugano     |

#### Prolongations de contrat
| Joueur               | Date            | Durée du contrat |
| -------------------- | --------------- | ---------------- |
| Lucas Johansen       | 3 octobre 2020  | 1 an             |
| Brenden Dillon       | 6 octobre 2020  | 4 ans            |
| Shane Gersich        | 14 octobre 2020 | 1 an             |
| Jonas Siegenthaler   | 22 octobre 2020 | 1 an             |
| Trevor van Riemsdyk  | 21 mars 2021    | 2 ans            |
| Zachary Fucale       | 28 mars 2021    | 2 ans            |
| Conor Sheary         | 14 avril 2021   | 2 ans            |
| Joseph Snively       | 3 juin 2021     | 1 an             |
| Axel Jonsson-Fjällby | 7 juin 2021     | 2 ans            |
| Robert Nardella      | 17 juin 2021    | 2 ans            |
| Garrett Pilon        | 17 juin 2021    | 2 ans            |
| Michael Sgarbossa    | 17 juin 2021    | 2 ans            |
| Shane Gersich        | 19 juin 2021    | 1 an             |
| Beck Malenstyn       | 3 juillet 2021  | 1 an             |

#### Retrait de la compétition
| Joueur       | Date            |
| ------------ | --------------- |
| Connor Hobbs | 22 octobre 2020 |

### Joueurs repêchés
Les Capitals possèdent le 22e choix lors du repêchage de 2020 se déroulant virtuellement. Ils sélectionnent au premier tour Hendrix Lapierre, centre des Saguenéens de Chicoutimi de la  Ligue de hockey junior majeur du Québec. La liste des joueurs repêchés en 2020 par les est la suivante :
| Tour | Choix | Nom              | Poste          | Nationalité | Équipe précédente                |
| ---- | ----- | ---------------- | -------------- | ----------- | -------------------------------- |
| 1    | 22    | Hendrix Lapierre | Centre         | Canada      | Saguenéens de Chicoutimi (LHJMQ) |
| 4    | 117   | Bogdan Trineïev  | Ailier droit   | Russie      | HK MVD (MHL)                     |
| 5    | 148   | Bear Hughes      | Centre         | États-Unis  | Chiefs de Spokane (LHOu)         |
| 6    | 179   | Garin Bjorklund  | Gardien de but | Canada      | Tigers de Medicine Hat (LHOu)    |
| 7    | 211   | Oskar Magnusson  | Ailier gauche  | Suède       | Malmö Redhawks (SHL)             |

Les Capitals ont également cédé quatre de leurs choix d'origine :
- le 24e, un choix de première tour aux Flames de Calgary le 6 octobre 2020 en compagnie d'un choix de troisième tour en 2020 (80e au total), en retour d’un choix de première tour en 2020 (22e au total)[38].
- le 55e, un choix de deuxième tour aux Red Wings de Détroit le 22 février 2019 en compagnie de Madison Bowey, en retour de Nick Jensen et un choix de cinquième tour en 2019[40].
- le 86e, un choix de troisième tour acquis par le Canadien de Montréal lors d'un échange le 23 février 2020 en retour d’Ilia Kovaltchouk[41].
- le 210e, un choix de septième tour acquis par les Sharks de San José lors d'un échange le 7 octobre 2020 en compagnie d'un choix de septième tour en 2019, en retour d’un choix de cinquième tour en 2019[42].

## Composition de l'équipe
L'équipe 2020-2021 des Capitals est entraînée au départ par Peter Laviolette, assisté de Scott Arniel, Blaine Forsythe, Brett Leonhardt, Kevin McCarthy et Scott Murray ; le directeur général de la franchise est Brian MacLellan.
Les joueurs utilisés depuis le début de la saison sont inscrits dans le tableau ci-dessous. Les buts des séances de tir de fusillade ne sont pas comptés dans ces statistiques. Certains des joueurs ont également joué des matchs avec l'équipe associée aux Capitals : les Bears de Hershey, franchise de la Ligue américaine de hockey.
En raison de la pandémie, la ligue met en place un encadrement élargis appelé Taxi-squad. Il s'agit de joueurs se tenant à disposition avec l'équipe prêt à remplacer un joueur qui serait tester positif à la COVID-19. Huit parmi eux n'ont disputé aucune rencontre avec les Capitals, il s'agit d’Aleksandr Alekseïev, de Pheonix Copley, de Martin Fehérváry, de Michal Kempný, de Paul LaDue, de Brett Leason, de Bobby Nardella et d’Aliaksei Protas.
| No | Nationalité        | Joueur         | PJ | V  | D  | DP | Min   | BC | BL | Moy  | %Arr | A | Pun | Commentaire |
| -- | ------------------ | -------------- | -- | -- | -- | -- | ----- | -- | -- | ---- | ---- | - | --- | ----------- |
| 30 | Russie             | Ilia Samsonov  | 19 | 13 | 4  | 1  | 1 093 | 49 | 2  | 2,69 | 90,2 | 1 | 0   |             |
| 31 | États-Unis         | Craig Anderson | 4  | 2  | 1  | 0  | 169   | 6  | 0  | 2,13 | 91,5 | 0 | 0   |             |
| 41 | République tchèque | Vítek Vaněček  | 37 | 21 | 10 | 4  | 2 115 | 95 | 2  | 2,69 | 90,8 | 0 | 0   |             |

| No | Nationalité | Joueur              | PJ | B  | A  | Pts | Pun | Commentaire                                    |
| -- | ----------- | ------------------- | -- | -- | -- | --- | --- | ---------------------------------------------- |
| 2  | Canada      | Justin Schultz      | 46 | 3  | 24 | 27  | 10  |                                                |
| 3  | États-Unis  | Nick Jensen         | 53 | 2  | 12 | 14  | 14  |                                                |
| 4  | Canada      | Brenden Dillon      | 56 | 2  | 17 | 19  | 49  |                                                |
| 9  | Russie      | Dmitri Orlov        | 51 | 8  | 14 | 22  | 20  |                                                |
| 33 | Slovaquie   | Zdeno Chára         | 55 | 2  | 8  | 10  | 44  |                                                |
| 34 | Suisse      | Jonas Siegenthaler  | 7  | 0  | 0  | 0   | 2   | A fini la saison avec les Devils du New Jersey |
| 57 | États-Unis  | Trevor van Riemsdyk | 20 | 1  | 2  | 3   | 2   |                                                |
| 74 | États-Unis  | John Carlson        | 52 | 10 | 34 | 44  | 12  | assistant capitaine                            |

| No | Nationalité        | Joueur               | Poste | PJ | B  | A  | Pts | Pun | Commentaire                                          |
| -- | ------------------ | -------------------- | ----- | -- | -- | -- | --- | --- | ---------------------------------------------------- |
| 8  | Russie             | Aleksandr Ovetchkine | AG    | 45 | 24 | 18 | 42  | 12  | capitaine de l'équipe                                |
| 10 | Pays-Bas           | Daniel Sprong        | AD    | 42 | 13 | 7  | 20  | 12  |                                                      |
| 13 | République tchèque | Jakub Vrána          | AG    | 39 | 11 | 14 | 25  | 8   | A fini la saison avec les Red Wings de Détroit       |
| 14 | Slovaquie          | Richard Pánik        | AD    | 36 | 3  | 6  | 9   | 16  | A fini la saison avec les Red Wings de Détroit       |
| 16 | Canada             | Philippe Maillet     | C     | 2  | 0  | 0  | 0   | 0   |                                                      |
| 17 | Autriche           | Michael Raffl        | AG    | 10 | 1  | 2  | 3   | 7   | A commencé la saison avec les Flyers de Philadelphie |
| 19 | Suède              | Nicklas Bäckström    | C     | 55 | 15 | 38 | 53  | 14  | assistant capitaine                                  |
| 20 | Danemark           | Lars Eller           | C     | 44 | 8  | 15 | 23  | 21  |                                                      |
| 21 | États-Unis         | Garnet Hathaway      | AD    | 56 | 6  | 12 | 18  | 66  |                                                      |
| 23 | Canada             | Michael Sgarbossa    | C     | 5  | 0  | 2  | 2   | 0   |                                                      |
| 24 | Canada             | Connor McMichael     | C     | 1  | 0  | 0  | 0   | 2   |                                                      |
| 26 | États-Unis         | Nic Dowd             | C     | 56 | 11 | 4  | 15  | 31  |                                                      |
| 28 | Canada             | Daniel Carr          | AG    | 6  | 0  | 1  | 1   | 2   |                                                      |
| 39 | Canada             | Anthony Mantha       | AD    | 14 | 4  | 4  | 8   | 8   | A commencé la saison avec les Red Wings de Détroit   |
| 40 | États-Unis         | Garrett Pilon        | C     | 1  | 0  | 0  | 0   | 0   |                                                      |
| 43 | Canada             | Tom Wilson           | AD    | 47 | 13 | 20 | 33  | 96  |                                                      |
| 62 | Suède              | Carl Hagelin         | AG    | 56 | 6  | 10 | 16  | 19  |                                                      |
| 64 | États-Unis         | Brian Pinho          | C     | 2  | 0  | 0  | 0   | 0   |                                                      |
| 73 | États-Unis         | Conor Sheary         | AG    | 53 | 14 | 8  | 22  | 14  |                                                      |
| 77 | États-Unis         | Timothy Oshie        | AD    | 53 | 22 | 21 | 43  | 18  |                                                      |
| 92 | Russie             | Ievgueni Kouznetsov  | C     | 41 | 9  | 20 | 29  | 18  |                                                      |

## Saison régulière

### Match après match
Cette section présente les résultats de la saison régulière qui s'est déroulée du 13 janvier au 12 mai. Le calendrier de cette dernière est annoncé par la ligue le 23 décembre 2020.
Nota : les résultats sont indiqués dans la boîte déroulante ci-dessous afin de ne pas surcharger l'affichage de la page. La colonne « Fiche » indique à chaque match le parcours de l'équipe au niveau des victoires, défaites et défaites en prolongation ou lors de la séance de tir de fusillade (dans l'ordre). La colonne « Pts » indique les points récoltés par l'équipe au cours de la saison. Une victoire rapporte deux points et une défaite en prolongation, un seul.
| No | Date       | Adversaire | Lieu         | Score    | Buteur(s) des Hurricanes | Fiche   | Pts | Gardien de but | Patinoire                         | Résumé     |
| -- | ---------- | ---------- | ------------ | -------- | --- | ------- | --- | -------------- | --------------------------------- | ---------- |
| 1  | 14 janvier | Sabres     | Buffalo      | 6-4      | Backstrom (Ovechkin - Oshie) Oshie (Ovechkin - Carlson) Carlson (Oshie - Backstrom) Dillon (Sheary - Eller) Vrana Hathaway (Jensen)                                                          | 1-0-0   | 2   | Samsonov       | KeyBank Center                    | [ fdm 1 ]  |
| 2  | 15 janvier | Sabres     | Buffalo      | 2-1      | Vrana (Wilson) Wilson (Backstrom) | 2-0-0   | 4   | Vanecek        | KeyBank Center                    | [ fdm 2 ]  |
| 3  | 17 janvier | Penguins   | Pittsburgh   | 3-4 (TF) | Dowd · Ovechkin (Kuznetsov - Wilson) · Backstrom (Kuznetsov - Ovechkin) · TF : Oshie - Backstrom - Kuznetsov - Ovechkin                                                                      | 2-0-1   | 5   | Samsonov       | PPG Paints Arena                  | [ fdm 3 ]  |
| 4  | 19 janvier | Penguins   | Pittsburgh   | 4-5 (P)  | Eller (Oshie - Panik) Wilson (Ovechkin) Wilson (Carlson) Kuznetsov (Sprong - Vrana) | 2-0-2   | 6   | Vanecek        | PPG Paints Arena                  | [ fdm 4 ]  |
| 5  | 22 janvier | Sabres     | Washington   | 4-3 (TF) | Backstrom (Wilson - Dillon) · Dowd (Vrana - Carlson) · Vrana (Chara - Oshie) · TF : Oshie - Backstrom - Vrana - Carlson                                                                      | 3-0-2   | 8   | Vanecek        | Capital One Arena                 | [ fdm 5 ]  |
| 6  | 24 janvier | Sabres     | Washington   | 3-4 (TF) | Schultz · Oshie (Schultz - Backstrom) · Backstrom (Vrana - Carlson) · TF : Carlson - Oshie - Backstrom                                                                                       | 3-0-3   | 9   | Vanecek        | Capital One Arena                 | [ fdm 6 ]  |
| 7  | 26 janvier | Islanders  | Washington   | 3-2      | Carlson (Schultz - Backstrom) Sprong (Carr - Carlson) Schultz (Hathaway - Dillon) | 4-0-3   | 11  | Vanecek        | Capital One Arena                 | [ fdm 7 ]  |
| 8  | 28 janvier | Islanders  | Washington   | 6-3      | Sheary (Carlson - Dillon) Sheary (Chara - Panik) Hataway (Hagelin - Dowd) Carlson (Schultz - Backstrom) Chara (Schultz - Sgarbossa) Wilson (Oshie - Backstrom)                               | 5-0-3   | 13  | Vanecek        | Capital One Arena                 | [ fdm 8 ]  |
| 9  | 30 janvier | Bruins     | Washington   | 4-3 (P)  | Backstrom Van Riemsdyk (Dillon - Backstrom) Panik (Wilson - Ovechkin) Ovechkin (Backstrom - Carlson)                                                                                         | 6-0-3   | 15  | Vanecek        | Capital One Arena                 | [ fdm 9 ]  |
| 10 | 01 février | Bruins     | Washington   | 3-5      | Chara (Hathaway - Dowd) Sprong (Vrana - Jensen) Carlson (Vrana) | 6-1-3   | 15  | Vanecek        | Capital One Arena                 | [ fdm 10 ] |
| 11 | 04 février | Rangers    | New York     | 2-4      | Hagelin (Hathaway - Sgarbossa) Ovechkin (Backstrom) | 6-2-3   | 15  | Vanecek        | Madison Square Garden             | [ fdm 11 ] |
| 12 | 07 février | Flyers     | Washington   | 4-7      | Ovechkin (Wilson - Eller) Wilson (Backstrom - Ovechkin) Ovechkin (Backstrom - Wilson) Backstrom (Ovechkin - Wilson)                                                                          | 6-3-3   | 15  | Anderson       | Capital One Arena                 | [ fdm 12 ] |
| 13 | 14 février | Penguins   | Pittsburgh   | 3-6      | Kuznetsov (Schultz - Eller) Vrana Backstrom (Ovechkin - Carlson) | 6-4-3   | 15  | Vanecek        | PPG Paints Arena                  | [ fdm 13 ] |
| 14 | 16 février | Penguins   | Pittsburgh   | 3-1      | Sheary (Panik - Jensen) Vrana (Oshie - Backstrom) Eller (Panik - Chara) | 7-4-3   | 17  | Vanecek        | PPG Paints Arena                  | [ fdm 14 ] |
| 15 | 18 février | Sabres     | Washington   | 3-1      | Backstrom (Oshie - Ovechkin) Wilson Sheary (Eller - Schultz) | 8-4-3   | 19  | Vanecek        | Capital One Arena                 | [ fdm 15 ] |
| 16 | 20 février | Rangers    | Washington   | 1-4      | Orlov (Jensen) | 8-5-3   | 19  | Vanecek        | Capital One Arena                 | [ fdm 16 ] |
| 17 | 21 février | Devils     | Washington   | 4-3      | Oshie (Carlson - Backstrom) Carlson (Dillon - Vrana) Oshie (Kuznetsov - Eller) Ovechkin (Oshie - Backstrom) Dowd (Hagelin)                                                                   | 9-5-3   | 21  | Anderson       | Capital One Arena                 | [ fdm 17 ] |
| 18 | 23 février | Penguins   | Washington   | 2-3 (P)  | Panik (Chara - Carlson) Sheary (Kuznetsov) | 9-5-4   | 22  | Vanecek        | Capital One Arena                 | [ fdm 18 ] |
| 19 | 25 février | Penguins   | Washington   | 5-2      | Backstrom (Jensen) Oshie (Eller - Carlson) Wilson (Carlson - Ovechkin) Hagelin Eller (Oshie - Backstrom)                                                                                     | 10-5-4  | 24  | Vanecek        | Capital One Arena                 | [ fdm 19 ] |
| 20 | 27 février | Devils     | Newark       | 5-2      | Hathaway (Schultz - Hagelin) Sprong (Dillon - Carlson) Eller (Sheary) Vrana (Carlson - Wilson) Dowd (Hagelin)                                                                                | 11-5-4  | 26  | Vanecek        | Prudential Center                 | [ fdm 20 ] |
| 21 | 28 février | Devils     | Newark       | 3-2      | Vrana (Wilson - Dillon) Backstrom (Wilson - Vrana) Ovechkin (Eller - Jensen) | 12-5-4  | 28  | Samsonov       | Prudential Center                 | [ fdm 21 ] |
| 22 | 03 mars    | Bruins     | Boston       | 2-1 (TF) | Eller (Panik - Jensen) · TF : Vrana - Oshie | 13-5-4  | 30  | Vanecek        | TD Garden                         | [ fdm 22 ] |
| 23 | 05 mars    | Bruins     | Boston       | 1-5      | Vrana (Backstrom - Oshie) | 13-6-4  | 30  | Vanecek        | TD Garden                         | [ fdm 23 ] |
| 24 | 07 mars    | Flyers     | Philadelphie | 3-1      | Ovechkin (Oshie - Chara) Orlov (Carlson - Vrana) Jensen (Backstrom - Oshie) | 14-6-4  | 32  | Samsonov       | Wells Fargo Center                | [ fdm 24 ] |
| 25 | 09 mars    | Devils     | Washington   | 5-4 (P)  | Oshie (Schultz - Backstrom) Vrana (Carlson - Backstrom) Sprong (Kuznetsov) Orlov (Panik) Vrana (Kuznetsov)                                                                                   | 15-6-4  | 34  | Vanecek        | Capital One Arena                 | [ fdm 25 ] |
| 26 | 11 mars    | Flyers     | Philadelphie | 5-3      | Ovechkin Sheary (Sprong) Carlson (Vrana - Kuznetsov) Dowd (Chara - Hathaway) Dowd (Samsonov)                                                                                                 | 16-6-4  | 36  | Samsonov       | Wells Fargo Center                | [ fdm 26 ] |
| 27 | 13 mars    | Flyers     | Philadelphie | 5-4      | Sprong (Vrana - Kuznetsov) Hagelin (Jensen - Hathaway) Jensen (Hagelin) Ovechkin (Backstrom - Carlson) Dowd (Hathaway - Carlson)                                                             | 17-6-4  | 38  | Samsonov       | Wells Fargo Center                | [ fdm 27 ] |
| 28 | 15 mars    | Sabres     | Buffalo      | 6-0      | Kuznetsov (Schultz - Sheary) Backstrom (Oshie - Jensen) Panik (Orlov) Sprong (Jensen) Hathaway (Schultz - Hagelin) Ovechkin (Sheary)                                                         | 18-6-4  | 40  | Vanecek        | KeyBank Center                    | [ fdm 28 ] |
| 29 | 16 mars    | Islanders  | Washington   | 3-1      | Oshie (Kuznetsov - Ovechkin) Ovechkin (Schultz - Backstrom) Backstrom (Vrana - Carlson) | 19-6-4  | 42  | Samsonov       | Capital One Arena                 | [ fdm 29 ] |
| 30 | 19 mars    | Rangers    | Washington   | 2-1      | Ovechkin (Kuznetsov - Schultz) Ovechkin (Carlson - Chara) | 20-6-4  | 44  | Vanecek        | Capital One Arena                 | [ fdm 30 ] |
| 31 | 20 mars    | Rangers    | Washington   | 1-3      | Carlson (Wilson - Backstrom) | 20-7-4  | 44  | Samsonov       | Capital One Arena                 | [ fdm 31 ] |
| 32 | 25 mars    | Devils     | Washington   | 4-3      | Orlov (Schultz - Sprong) Ovechkin (Sprong - Carlson) Kuznetsov (Ovechkin - Dillon) Kuznetsov (Schultz)                                                                                       | 21-7-4  | 46  | Vanecek        | Capital One Arena                 | [ fdm 32 ] |
| 33 | 26 mars    | Devils     | Washington   | 4-0      | Ovechkin (Kuznetsov) Backstrom (Wilson - Sheary) Sheary (Wilson) Ovechkin (Kuznetsov - Oshie)                                                                                                | 22-7-4  | 48  | Samsonov       | Capital One Arena                 | [ fdm 33 ] |
| 34 | 28 mars    | Rangers    | Washington   | 5-4      | Wilson (Vrana) Ovechkin (Oshie - Orlov) Wilson (Backstrom - Oshie) Kuznetsov (Hagelin - Hathaway) Oshie (Schultz - Orlov)                                                                    | 23-7-4  | 50  | Samsonov       | Capital One Arena                 | [ fdm 34 ] |
| 35 | 30 mars    | Rangers    | New York     | 2-5      | Oshie (Backstrom - Carlson) Dowd (Hathaway - Dillon) | 23-8-4  | 50  | Vanecek        | Madison Square Garden             | [ fdm 35 ] |
| 36 | 01 avril   | Islanders  | Uniondale    | 4-8      | Carlson (Wilson - Sheary) Sprong (Eller) Oshie (Ovechkin - Backstrom) Carlson (Vrana - Sprong)                                                                                               | 23-9-4  | 50  | Samsonov       | Nassau Veterans Memorial Coliseum | [ fdm 36 ] |
| 37 | 02 avril   | Devils     | Newark       | 2-1 (P)  | Carlson (Eller) Orlov | 24-9-4  | 52  | Vanecek        | Prudential Center                 | [ fdm 37 ] |
| 38 | 04 avril   | Devils     | Newark       | 5-4      | Oshie (Ovechkin - Dillon) Sheary (Orlov - Schultz) Ovechkin (Backstrom - Kuznetsov) Hagelin (Hathaway - Dillon) Kuznetsov (Ovechkin - Orlov)                                                 | 25-9-4  | 54  | Samsonov       | Prudential Center                 | [ fdm 38 ] |
| 39 | 06 avril   | Islanders  | Uniondale    | 0-1      | | 25-10-4 | 54  | Vanecek        | Nassau Veterans Memorial Coliseum | [ fdm 39 ] |
| 40 | 08 avril   | Bruins     | Washington   | 2-4      | Ovechkin (Carlson - Oshie) Oshie (Carlson - Backstrom) | 25-11-4 | 54  | Samsonov       | Capital One Arena                 | [ fdm 40 ] |
| 41 | 09 avril   | Sabres     | Buffalo      | 4-3      | Dillon (Schultz - Oshie) Ovechkin (Dillon - Carlson) Schultz (Eller) Vrana (Schultz - Eller)                                                                                                 | 26-11-4 | 56  | Vanecek        | KeyBank Center                    | [ fdm 41 ] |
| 42 | 11 avril   | Bruins     | Boston       | 8-1      | Oshie (Backstrom - Kuznetsov) Eller (Hagelin - Hathaway) Sheary (Orlov - Sprong) Sheary (Wilson - Vrana) Dowd (Hagelin) Wilson (Ovechkin - Schultz) Oshie (Backstrom) Eller (Oshie - Dillon) | 27-11-4 | 58  | Vanecek        | TD Garden                         | [ fdm 42 ] |
| 43 | 13 avril   | Flyers     | Washington   | 6-1      | Sheary (Sprong - Eller) Wilson (Sheary - Mantha) Backstrom (Ovechkin - Carlson) Hagelin (Carlson - Orlov) Mantha (Oshie - Backstrom) Ovechkin (Wilson -Sheary)                               | 28-11-4 | 60  | Samsonov       | Capital One Arena                 | [ fdm 43 ] |
| 44 | 15 avril   | Sabres     | Washington   | 2-5      | Orlov (Oshie) Mantha (Carlson - Backstrom) | 28-12-4 | 60  | Vanecek        | Capital One Arena                 | [ fdm 44 ] |
| 45 | 17 avril   | Flyers     | Philadelphie | 6-3      | Ovechkin (Carlson - Kuznetsov) Orlov (Carlson - Ovechkin) Ovechkin (Carlson - Kuznetsov) Kuznetsov (Wilson - Carlson) Sheary (Schultz - Eller) Mantha                                        | 29-12-4 | 62  | Samsonov       | Wells Fargo Center                | [ fdm 45 ] |
| 46 | 18 avril   | Bruins     | Boston       | 3-6      | Oshie (Backstrom) Oshie (Kuznetsov - Backstrom) Mantha (Orlov - Eller) | 29-13-4 | 62  | Vanecek        | TD Garden                         | [ fdm 46 ] |
| 47 | 22 avril   | Islanders  | Uniondale    | 1-0 (TF) | TF : Oshie- Backstrom - Kuznetsov | 30-13-4 | 64  | Samsonov       | Nassau Veterans Memorial Coliseum | [ fdm 47 ] |
| 48 | 24 avril   | Islanders  | Uniondale    | 6-3      | Hathaway (Jensen) Oshie (Backstrom - Mantha) Dowd (Dillon - Van Riemsdyk) Sprong (Kuznetsov - Dillon) Kuznetsov Sprong (Wilson - Kuznetsov)                                                  | 31-13-4 | 66  | Samsonov       | Nassau Veterans Memorial Coliseum | [ fdm 48 ] |
| 49 | 27 avril   | Islanders  | Washington   | 1-0      | Sprong (Orlov - Wilson) | 32-13-4 | 68  | Vanecek        | Capital One Arena                 | [ fdm 49 ] |
| 50 | 29 avril   | Penguins   | Washington   | 4-5 (P)  | Oshie (Schultz - Backstrom) Orlov (Backstrom) Sprong (Schultz - Orlov) Wilson (Kuznetsov - Backstrom)                                                                                        | 32-13-5 | 69  | Vanecek        | Capital One Arena                 | [ fdm 50 ] |
| 51 | 01 mai     | Penguins   | Washington   | 0-3      | | 32-14-5 | 69  | Samsonov       | Capital One Arena                 | [ fdm 51 ] |
| 52 | 03 mai     | Rangers    | New York     | 6-3      | Dowd (Hagelin - Hathaway) Sheary (Raffl - Wilson) Hattaway (Dowd) Sprong Backstrom (Raffl - Jensen) Wilson (Carlson)                                                                         | 33-14-5 | 71  | Vanecek        | Madison Square Garden             | [ fdm 52 ] |
| 53 | 05 mai     | Rangers    | New York     | 4-2      | Oshie (Dillon - Van Riemsdyk) Oshie (Orlov - Backstrom) Dowd (Carlson - Orlov) Oshie (Hagelin - Orlov)                                                                                       | 34-14-5 | 73  | Vanecek        | Madison Square Garden             | [ fdm 53 ] |
| 54 | 07 mai     | Flyers     | Washington   | 2-4      | Sprong (Mantha) Oshie (Dillon - Eller) | 34-15-5 | 73  | Vanecek        | Capital One Arena                 | [ fdm 54 ] |
| 55 | 08 mai     | Flyers     | Washington   | 2-1 (P)  | Eller (Mantha - Schultz) Sheary (Dowd - Orlov) | 35-15-5 | 75  | Anderson       | Capital One Arena                 | [ fdm 55 ] |
| 56 | 11 mai     | Bruins     | Washington   | 2-1      | Hagelin (Hathaway - Chara) Raffl (Schultz) | 36-15-5 | 77  | Vanecek        | Capital One Arena                 | [ fdm 56 ] |

### Classement de l'équipe
L'équipe des Capitals finit à la deuxième place de la division Est Mutual et se qualifient pour les Séries éliminatoires, Les Penguins de Pittsburgh sont sacrés champions de la division. Au niveau de la Ligue nationale de hockey, cela les place à la septième place, les premiers étant l'Avalanche du Colorado avec huitante-deux points.
| Clt   | Équipe                 | PJ | V  | D  | DP | BP  | BC  | Pts |
| ----- | ---------------------- | -- | -- | -- | -- | --- | --- | --- |
| +001, | Penguins de Pittsburgh | 56 | 37 | 16 | 3  | 196 | 156 | 77  |
| +002, | Capitals de Washington | 56 | 36 | 15 | 5  | 191 | 163 | 77  |
| +003, | Bruins de Boston       | 56 | 33 | 16 | 7  | 168 | 136 | 73  |
| +004, | Islanders de New York  | 56 | 32 | 17 | 7  | 156 | 128 | 71  |
| +005, | Rangers de New York    | 56 | 27 | 23 | 6  | 177 | 157 | 60  |
| +006, | Flyers de Philadelphie | 56 | 25 | 23 | 8  | 163 | 201 | 58  |
| +007, | Devils du New Jersey   | 56 | 19 | 30 | 7  | 145 | 194 | 45  |
| +008, | Sabres de Buffalo      | 56 | 15 | 34 | 7  | 138 | 199 | 37  |

- Vainqueur de division
- Équipe qualifiée pour les séries

Avec cent-nonante et un buts inscrits, les Capitals possèdent la quatrième attaque de la ligue, les meilleures étant l'Avalanche du Colorado avec cent-nonante-sept buts comptabilisés et les moins performants étant les Ducks d'Anaheim avec cent-vingt-six buts. Au niveau défensif, les Capitals accordent cent-soixante-trois buts, soit une dix-septième place pour la ligue, les Golden Knights de Vegas est l'équipe qui a concédé le moins de buts (cent-vingt-quatre) alors qu'au contraire, les Flyers de Philadelphie en accordent deux-cent-un buts.

### Meneurs de la saison
Alex Ovechkin est le joueur des Capitals qui a inscrit le plus de buts (vingt-quatre), le classant à la 13e position au niveau de la ligue. Ce classement est remporté par Auston Matthews des Maple Leafs de Toronto avec quarante et une réalisations.
Le joueur comptabilisant le plus d'aides chez les Capitals est Nicklas Backstrom avec trente-huit, ce qui le classe au 16e rang au niveau de la ligue. le meilleur étant Connor McDavid des Oilers d'Edmonton avec septante et une passes comptabilisées.
Nicklas Backstrom, obtenant un total de cinquante-trois points est le joueur des Capitals le mieux placé au classement par point, terminant à la 20e place au niveau de la ligue. Connor McDavid en comptabilise cent-quatre pour remporter ce classement.
Au niveau des défenseurs, John Carlson est le défenseur le plus prolifique de la saison avec un total de quarante-quatre points, terminant à la 5e place au niveau de la ligue. Tyson Barrie des Oilers d'Edmonton est le défenseur comptabilisant le plus de points avec un total de quarante-huit.
Concernant les Gardien, Vitek Vanecek accorde nonante-cinq buts en deux-mille-cent-seize minutes, pour un pourcentage d’arrêt de nonante, huit et Ilya Samsonov accorde quarante-neuf buts en mille-nonate-trois minutes, pour un pourcentage d’arrêt de nonante, deux. Jack Campbell est le gardien ayant accordé le moins de buts (quarante-trois) et Connor Hellebuyck le plus (cent-douze), Hellebuyck est également le gardien disputant le plus de minutes de jeu (deux-mille-six-cent-deux), Alexander Nedeljkovic est le gardien présentant le meilleur taux d’arrêts avec (nonante-trois, deux) et Carter Hart le pire (huitante-sept, sept.
À propos des recrues, aucun jeune joueur des Capitals ne comptabilise de points. Kirill Kaprizov du Wild du Minnesota est la recrue la plus prolifique avec un total de cinquante et un point.
Enfin, au niveau des pénalités, les Capitals ont totalisé cinq-cent-vingt-sept minutes de pénalité, ils sont la sixième équipe la plus pénalisée de la saison. Le joueur le plus pénalisé de la ligue évolue dans leur rang, il s’agit de Tom Wilson avec nonante-six minutes et l'équipe la plus pénalisée est le Lightning de Tampa Bay.

## Séries éliminatoires

### Déroulement des séries

#### Premier tour contre les Bruins
Les Capitals finissent la saison régulière avec 77 points, le même total que les Penguins de Pittsburgh et avec également le même nombre de victoires au cours du temps de jeu réglementaire. Pour départager les équipes, les victoires, temps réglementaire et prolongation inclus, mais sans compter les victoires lors de la séance des tirs de fusillade sont comptabilisées ; Washington en comptant une de moins que Pittsburgh, les Capitals sont donc deuxièmes de la division Est. Ils sont opposés aux Bruins de Boston, troisième meilleure équipe de la division.
| 15 mai 2021 | Washington | 3-2 (pr) (1-1, 1-1, 0-0, 1-0) | Boston | Capital One Arena 5 333 spectateurs |

| Feuille de match                             | Feuille de match                                                                                                 | Feuille de match    | Feuille de match                                                            | Feuille de match                                              |
| -------------------------------------------- | --- | ------------------- | --------------------------------------------------------------------------- | ------------------------------------------------------------- |
|                                              | Wilson (Oshie, Sprong) — 6 min 22 s Dillon (Mantha, Ovetchkine) — 28 min 44 s Dowd (Oshie, Wilson) — 64 min 41 s | 1-0 1-1 2-1 2-2 3-2 | DeBrusk (Lazar) — 13 min 10 s Ritchie (Pastrňák, McAvoy) — 36 min 38 s (SN) | Arbitrage : Gord Dwyer, TJ Luxmore Michel Cormier, Ryan Daisy |
| Vaněček (13 min 10 s) Anderson (51 min 31 s) | Gardiens | Rask                |                                                                             | Arbitrage : Gord Dwyer, TJ Luxmore Michel Cormier, Ryan Daisy |
| 8 min                                        | Pénalités | 2 min               |                                                                             | Arbitrage : Gord Dwyer, TJ Luxmore Michel Cormier, Ryan Daisy |
| 32                                           | Tirs | 26                  |                                                                             | Arbitrage : Gord Dwyer, TJ Luxmore Michel Cormier, Ryan Daisy |

| 17 mai 2021 | Washington | 3-4 (pr) (2-2, 0-0, 1-1, 0-1) | Boston | Capital One Arena 5 333 spectateurs |

| Feuille de match | Feuille de match | Feuille de match            | Feuille de match | Feuille de match                                            |
| ---------------- | --- | --------------------------- | --- | ----------------------------------------------------------- |
|                  | Oshie (Ovetchkine, Carlson) — 6 min 31 s (SN) Hathaway (Orlov, Eller) — 16 min 42 s Hathaway (Orlov, Hagelin) — 47 min 4 s | 0-1 1-1 1-2 2-2 3-2 3-3 3-4 | DeBrusk (Coyle, Ritchie) — 5 min 5 s Bergeron (Pastrňák) — 9 min 21 s Hall (Smith, Grzelcyk) — 57 min 11 s Marchand (Grzelcyk, Krejčí) — 60 min 39 s | Arbitrage : Chris Lee, Jean Hebert Devin Berg, Vaughan Rody |
| Anderson         | Gardiens | Rask                        | | Arbitrage : Chris Lee, Jean Hebert Devin Berg, Vaughan Rody |
| 12 min           | Pénalités | 16 min                      | | Arbitrage : Chris Lee, Jean Hebert Devin Berg, Vaughan Rody |
| 39               | Tirs | 48                          | | Arbitrage : Chris Lee, Jean Hebert Devin Berg, Vaughan Rody |

| 19 mai 2021 | Boston | 3-2 (2 pr) (0-0, 1-2, 1-0, 0-0, 1-0) | Washington | TD Garden 4 565 spectateurs |

| Feuille de match | Feuille de match                                                                              | Feuille de match    | Feuille de match                                                     | Feuille de match                                               |
| ---------------- | --------------------------------------------------------------------------------------------- | ------------------- | -------------------------------------------------------------------- | -------------------------------------------------------------- |
|                  | Hall (Smith) — 29 min 17 s Marchand (Bergeron, McAvoy) — 51 min 32 s (SN) Smith — 85 min 48 s | 0-1 1-1 1-2 2-2 3-2 | Ovetchkine (Mantha) — 28 min 21 s (SN) Dowd (Hathaway) — 38 min 15 s | Arbitrage : Dan O'Rourke, Kyle Rehman Vaughan Rody, Devin Berg |
| Rask             | Gardiens                                                                                      | Samsonov            |                                                                      | Arbitrage : Dan O'Rourke, Kyle Rehman Vaughan Rody, Devin Berg |
| 10 min           | Pénalités                                                                                     | 10 min              |                                                                      | Arbitrage : Dan O'Rourke, Kyle Rehman Vaughan Rody, Devin Berg |
| 43               | Tirs                                                                                          | 37                  |                                                                      | Arbitrage : Dan O'Rourke, Kyle Rehman Vaughan Rody, Devin Berg |

| 21 mai 2021 | Boston | 4-1 (0-0, 1-0, 3-1) | Washington | TD Garden 4 565 spectateurs |

| Feuille de match | Feuille de match | Feuille de match    | Feuille de match                                   | Feuille de match                                              |
| ---------------- | --- | ------------------- | -------------------------------------------------- | ------------------------------------------------------------- |
|                  | Marchand (Pastrňák, McAvoy) — 28 min (SN) Pastrňák (McAvoy, Krejčí) — 40 min 29 s (SN) Coyle (DeBrusk) — 41 min 3 s Grzelcyk (McAvoy, Hall) — 54 min 50 s (SN) | 1-0 2-0 3-0 3-1 4-1 | Ovetchkine (Carlson, Bäckström) — 44 min 54 s (SN) | Arbitrage : Gord Dwyer, TJ Luxmore Michel Cormier, Ryan Daisy |
| Rask             | Gardiens | Samsonov            |                                                    | Arbitrage : Gord Dwyer, TJ Luxmore Michel Cormier, Ryan Daisy |
| 18 min           | Pénalités | 14 min              |                                                    | Arbitrage : Gord Dwyer, TJ Luxmore Michel Cormier, Ryan Daisy |
| 37               | Tirs | 20                  |                                                    | Arbitrage : Gord Dwyer, TJ Luxmore Michel Cormier, Ryan Daisy |

| 23 mai 2021 | Washington | 1-3 (0-0, 0-2, 1-1) | Boston | Capital One Arena 5 333 spectateurs |

| Feuille de match | Feuille de match                    | Feuille de match | Feuille de match                                                                                | Feuille de match                                                 |
| ---------------- | ----------------------------------- | ---------------- | ----------------------------------------------------------------------------------------------- | ---------------------------------------------------------------- |
|                  | Sheary (Oshie, Orlov) — 40 min 11 s | 0-1 0-2 1-2 1-3  | Pastrňák (Reilly) — 22 min 28 s Bergeron (Reilly, Pastrňák) — 34 min 5 s Bergeron — 52 min 25 s | Arbitrage : Chris Lee, Jean Hebert Andrew Smith, Matt MacPherson |
| Samsonov         | Gardiens                            | Rask             |                                                                                                 | Arbitrage : Chris Lee, Jean Hebert Andrew Smith, Matt MacPherson |
| 8 min            | Pénalités                           | 10 min           |                                                                                                 | Arbitrage : Chris Lee, Jean Hebert Andrew Smith, Matt MacPherson |
| 41               | Tirs                                | 19               |                                                                                                 | Arbitrage : Chris Lee, Jean Hebert Andrew Smith, Matt MacPherson |

- Cet article est partiellement ou en totalité issu de l'article intitulé « Séries éliminatoires de la Coupe Stanley 2021 » (voir la liste des auteurs).

### Statistiques des joueurs
| No | Nationalité        | Joueur         | PJ | V | D | Min | BC | BL | Moy  | %Arr | A | Pun |
| -- | ------------------ | -------------- | -- | - | - | --- | -- | -- | ---- | ---- | - | --- |
| 30 | Russie             | Ilia Samsonov  | 3  | 0 | 3 | 201 | 10 | 0  | 2,99 | 89,9 | 0 | 0   |
| 31 | États-Unis         | Craig Anderson | 2  | 1 | 1 | 113 | 5  | 0  | 2,67 | 92,9 | 0 | 0   |
| 41 | République tchèque | Vítek Vaněček  | 1  | 0 | 0 | 14  | 1  | 0  | 4,56 | 75,0 | 0 | -   |

| No | Nationalité | Joueur         | PJ | B | A | Pts | Pun |
| -- | ----------- | -------------- | -- | - | - | --- | --- |
| 2  | Canada      | Justin Schultz | 5  | 0 | 0 | 0   | 2   |
| 3  | États-Unis  | Nick Jensen    | 5  | 0 | 0 | 0   | 2   |
| 4  | Canada      | Brenden Dillon | 5  | 1 | 0 | 1   | 0   |
| 9  | Russie      | Dmitri Orlov   | 5  | 0 | 3 | 3   | 6   |
| 33 | Slovaquie   | Zdeno Chára    | 5  | 0 | 0 | 0   | 2   |
| 74 | États-Unis  | John Carlson   | 5  | 0 | 2 | 2   | 6   |

| No | Nationalité | Joueur               | Poste | PJ | B | A | Pts | Pun |
| -- | ----------- | -------------------- | ----- | -- | - | - | --- | --- |
| 8  | Russie      | Aleksandr Ovetchkine | AG    | 5  | 2 | 2 | 4   | 2   |
| 10 | Pays-Bas    | Daniel Sprong        | AD    | 3  | 0 | 1 | 1   | 4   |
| 17 | Autriche    | Michael Raffl        | AG    | 4  | 0 | 0 | 0   | 4   |
| 19 | Suède       | Nicklas Bäckström    | C     | 5  | 0 | 1 | 1   | 0   |
| 20 | Danemark    | Lars Eller           | C     | 4  | 0 | 1 | 1   | 0   |
| 21 | États-Unis  | Garnet Hathaway      | AD    | 5  | 2 | 1 | 3   | 4   |
| 26 | États-Unis  | Nic Dowd             | C     | 5  | 2 | 0 | 2   | 4   |
| 28 | Canada      | Daniel Carr          | AG    | 1  | 0 | 0 | 0   | 2   |
| 39 | Canada      | Anthony Mantha       | AD    | 5  | 0 | 2 | 2   | 6   |
| 43 | Canada      | Tom Wilson           | AD    | 5  | 1 | 1 | 2   | 6   |
| 62 | Suède       | Carl Hagelin         | AG    | 5  | 0 | 1 | 1   | 0   |
| 73 | États-Unis  | Conor Sheary         | AG    | 5  | 1 | 0 | 1   | 2   |
| 77 | États-Unis  | Timothy Oshie        | AD    | 5  | 1 | 3 | 4   | 0   |
| 92 | Russie      | Ievgueni Kouznetsov  | C     | 3  | 0 | 0 | 0   | 0   |